# Ashley River/Rakahuri
Der Ashley River/Rakahuri ist ein Fluss in der Region  Canterbury auf der Südinsel von Neuseeland.

## Geographie
Der Ashley River/Rakahuri entspringt auf einer Höhe von 1360 m an der westlichen Flanke des 1465 m hohen Ashley Head, der Teil der Puketeraki Range ist. Von dort aus fließt der Ashley River/Rakahuri südwärts entlang der Pancake Range bis zu einer großen Ebene, die der Fluss durchkreuzt, um sich dann am südlichen Rand entlang bis zum südwestlichen Ende der Ebene zu bewegen. Bis dorthin nimmt der Ashley River/Rakahuri nach insgesamt 1,4 Flusskilometer rechtsseitig vom Lilburne River, nach insgesamt 34,4 Flusskilometer vom Whistler River und nach weiteren 1,7 km vom Townshend River die Wässer auf. Nach dem letzteren Zufluss durchbricht der Ashley River/Rakahuri dann in Mäanderform durch den 21 km langen Ashley Gorge einen bis zu 1364 m hohen Gebirgsrücken und fließt in der anschließenden Ebene ostwärts. Von dort ab besitzt der Fluss nur noch linke Nebenflüsse, von denen der Glentui River ab Flusskilometer 62,2 den Anfang macht. 8,3 km weiter folgt der Garry River, weitere 7 km weiter der Ōkūkū River und von dort aus weitere 8,8 km Flussabwärts mit dem Makerikeri River der letzte linke Nebenfluss.
Auf der rechten Seite des Ashley River/Rakahuri folgt kurz darauf die Kleinstadt Rangiora mit der kreuzenden Eisenbahnstrecke der Main North Line, die linksseitig des Flusses an dem kleinen Ort Ashley vorbeiführt. 3 km westlich der Küste zum Pazifischen Ozean kreuzt dann noch der New Zealand State Highway 1 den Fluss, bevor dieser nach insgesamt 101 Flusskilometer über eine rund 3 km lange Lagune seine Mündung in den Ozean findet.

## Ashley Gorge
Der obere Teil des Ashley Gorge kann bei hohem Wasserstand mit Jetboats durchfahren werden. Der untere Teil hingegen wegen der zunehmenden Ende hingegen nicht. Kanu- und Kajak-Fahrer müssen wegen zum Teil scharfkantiger Felsen im Fluss sehr vorsichtig fahren und sollte nur von erfahrenen befahren werden. Der Schwierigkeitsgrad für Bootfahrer wird in Neuseeland für den Bereich des Flusses mit Stufe drei angegeben.